# Saiichi Maruya
Saiichi Maruya (japonès: 丸谷才一)  (Tsuruoka, 27 d'agost de 1925 - Tòquio, 13 d'octubre de 2012) de nom real Saiichi Nemura (根村才一, Nemura Saiichi), va ser un escriptor, traductor i assagista japonès.

## Biogràfia
Va néixer el 27 d'agost de 1925 a Tsuruoka, a la prefectura de Yamagata, d’un pare que era metge. El primer fet significatiu va ser la seva mobilització l'any 1945 a l'exèrcit japonès, quan encara era estudiant. Va veure els darrers mesos de la guerra i la derrota del Japó. Aquesta experiència fonamental es troba a l’origen d’un profund antimilitarisme que es trobarà repetidament al llarg de la seva obra. Quan va acabar la guerra, va reprendre els seus estudis a Niigata i, després, el 1947 va ingressar a la Universitat de Tòquio al departament de literatura anglesa. Va ser allà on va descobrir James Joyce, l’obra del qual influiria profundament en la seva escriptura.Després de completar els seus estudis, va ensenyar literatura anglesa a la Universitat Kokugakuin i després a la Universitat de Tòquio.

## Obra
La seva primera novel·la va escriure-la el 1958: Ehoba No kao O sakete (エホバの顔をさけて, lit. ‘Fugint de Jehovà’): la història, inspirada en el Llibre de Jonàs, revela immediatament el seu cert domini de la composició i l'escriptura i la influència de Joyce. Després apareix Kanata e (彼方へ, lit. ‘Més enllà’) el 1962 i Sasamakura (笹まくら, lit. ‘Coixí’) el 1966. En aquesta obra, Maruya ofereix una formació literària apresa, basada en un anar i venir entre passat i present, alternant el record dels records d’un objector de consciència, Shokichi Hamada, que opta per desertar durant la guerra i l'evocació de societat de guerra. El 1968, Maruya va guanyar el premi Akutagawa per Toshi No nokori (年の残り, lit. ‘La resta de l’any’). El 1972 va publicar Rebel·lions solitàries, una novel·la considerada una de les seves obres més reeixides i per la qual va guanyar el premi Tanizaki. Aquesta novel·la evoca la història d’un home de mitjana edat sense història que veu la seva vida capgirada el dia que es veu obligat a casar-se amb la seva amant, vint anys més jove. Darrere d'aquesta història irònica, Maruya desenvolupa una visió intransigent de la societat japonesa i una reflexió sobre el precari equilibri entre un patrimoni del passat i la modernitat, la tradició i la ruptura.
També era traductor, sobretot de Graham Greene, Edgar Poe, però sobretot de Joyce, de qui va traduir, el 1964, Ulisses, en col·laboració amb Takamatsu Yūichi i Nagai Reiji, i Retrat de l'artista adolescent el 1969.
També és autor d’una important obra de crític i assagista, reunida en diversos volums, en què tracta la literatura clàssica japonesa, de la qual és un gran coneixedor o qüestions lingüístiques o històriques.: Go-Toba In (後鳥羽 院, lit. ‘L'emperador jubilat Go-Toba’, 1973), Nihon bungakushi hayawakari (日本 文学史 早わかり, lit. ‘Una guia ràpida d’història de la literatura japonesa’, 1976), Asobi jikan (遊び時間, lit. ‘Hora de jugar’, 1976) o Chūshingura to wa nani ka (忠臣蔵とは何か, lit. ‘Què és el Chūshingura?’, 1984). A Bungei hyōron shū nashi no tsubute (文芸評論集梨のつぶて, lit. ‘Preguntes sense resposta’, 1966), ofereix un estudi de la literatura japonesa considerada en les seves relacions amb la resta del món i la qüestió de les relacions entre l'escriptura d’avantguarda i la cultura clàssica.
El 2011 va rebre l’Orde de Cultura per la seva contribució a la literatura japonesa.

## Bibliogràfia
- Literatura japonesa, Jean-Jacques Tschudin, Daniel Struve, PUF, 2007
- Dawn to the West: Japanese Literature in the Modern Era: Poetry, Drama, Criticism, Donald Keene, Columbia University Press, 1999